# 中国科学院大连化学物理研究所

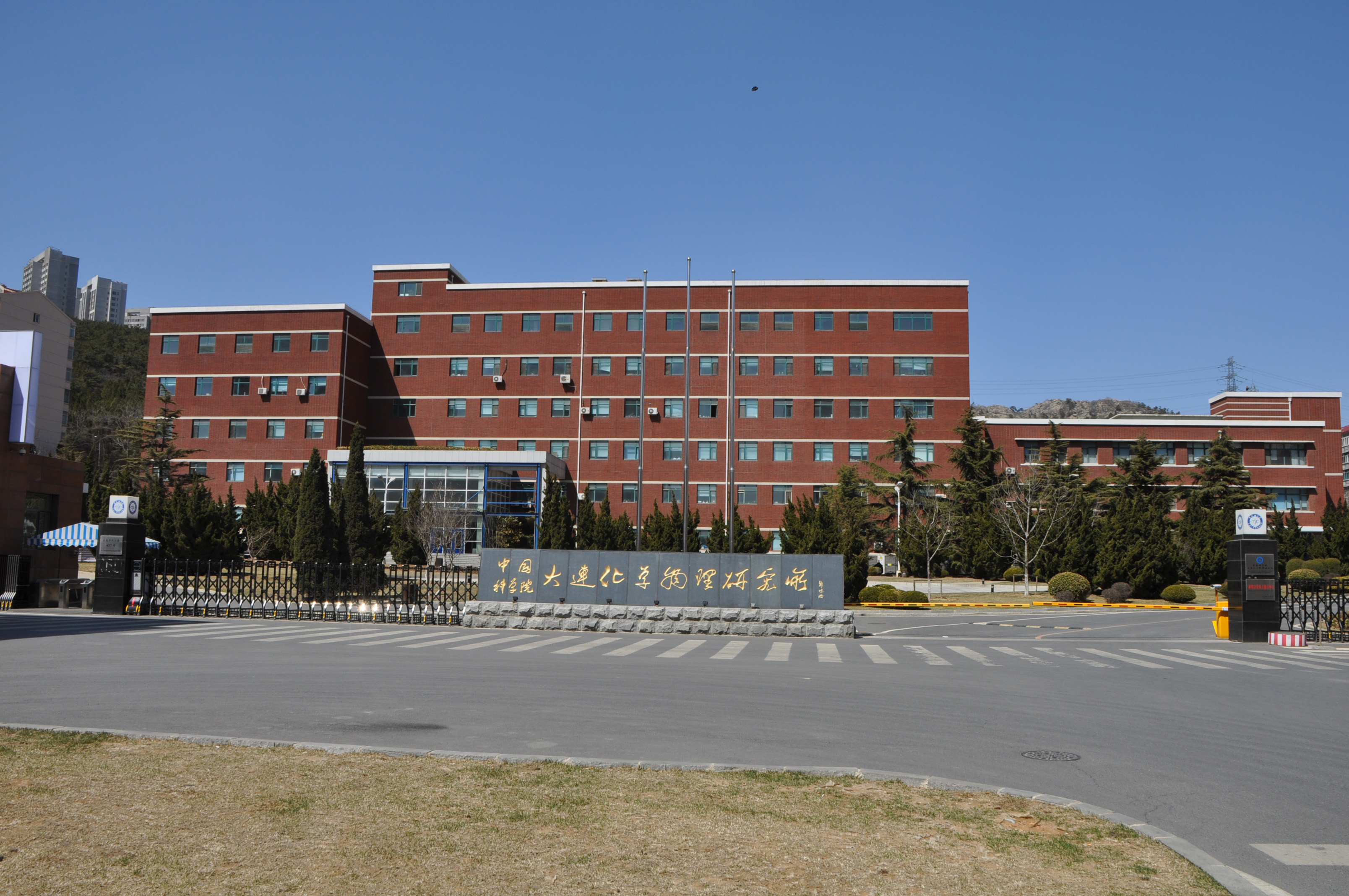
大连化学物理研究所正门

大连化学物理研究所是中国科学院下属的“应用研究与基础研究并重、具有较强技术开发能力、以承担国家和企业重大项目为主”的化学化工研究所，简称大连化物所。现任所长刘中民。

## 历史沿革
大连化物所成立于1949年3月19日。前身是成立于1907年的满铁中央研究所。1945年日本投降后由中长铁路接管，改名为中长铁路大连科学研究所。1949年1月14日由中共建立的大连大学接管，3月19日定名大连大学科学研究所。第一任所长是屈伯川。1950年9月改属东北人民政府工业部，名为东北科学研究所大连分所。1952年划归中国科学院，最初名为中国科学院工业化学研究所，1954年6月改名为中国科学院石油研究所，1961年12月更名为中国科学院化学物理研究所。1968年1月划归国防科委第16研究院，名为国防科委1616所。1970年回归中国科学院并改为今名。
1995年，所址从大连市中心的一二九街搬迁至今址，位于星海广场西，占地22.6万平方米

### 分建研究所
20世纪50年代末60年代初，先后有三个研究所从大连化物所分建：
- 1958年6月在兰州建立“中国科学院石油研究所兰州分所”，1962年更名为“中国科学院兰州化学物理研究所”
- 1961年在太原建立中国科学院煤炭化学研究所
- 1971年在襄樊组建七机部42所，后改名航天科技集团42所，现名襄樊航天化学动力总公司

## 历任所长
- 屈伯川（1949年3月-1950年12月）
- 董晨（1950年12月-1952年11月）
- 张大煜（1952年11月-1968年）
- 顾以健（1978年4月-1983年4月）
- 楼南泉（1983年5月-1986年8月）
- 张存浩（1986年8月-1990年8月）
- 袁权（1990年8月-1994年8月）
- 杨柏龄（1994年8月-1998年11月）
- 邓麦村（1998年11月-2000年8月）
- 包信和（2000年8月-2007年2月）
- 张涛（2007年2月-2017.3月）
- 刘中民（2017年3月至今）

## 科研工作
自建院以来，大连化物所在催化化学、工程化学、有机合成化学、化学激光和分子反应动力学、以色谱为主的近代分析化学和生物技术等学科领域取得大量重大科技成果。目前下设十个研究室，其中有三个国家级重点实验室和四个国家级研究中心，另有筹建中的洁净能源国家实验室。参与了中国载人航天计划。迄今已与32国建立了科技合作和交流关系，合作领域集中于催化及燃料电池。
研究所成立以来，先后有15位科学家当选为中国科学院和中国工程院院士。2009年底共有职工912人，其中专业技术人员770人，研究员108人，副研究员235人。截止到2007年底，全所发表科技论文9700多篇，申请专利1996件，其中发明专利1809件，专利授权884件，累计申请国外专利60件。主办《天然气化学（英文版）》、《色谱》、《催化学报》3种学术期刊。1998年成为中科院知识创新工程首批试点单位之一。
大连化物所同时也是中华人民共和国国务院学位委员会授权培养博士、硕士学位的单位，具有化学和化工一级学科博士学位授予权和博士生导师资格的审批权，